# Ichneumonosoma imitans
Ichneumonosoma imitans är en tvåvingeart som först beskrevs av de Meijere 1911.  Ichneumonosoma imitans ingår i släktet Ichneumonosoma och familjen borrflugor. Inga underarter finns listade i Catalogue of Life.